# Sungai Mandau
Sungai Mandau är ett vattendrag i Indonesien. Det ligger i den västra delen av landet, 1 000 km nordväst om huvudstaden Jakarta.